# Gustava Johanna Stenborg
Gustava Johanna Stenborg, senare Hahr och Yckerberg, född 1776, död 1819, var en svensk konstnär. 
Dotter till sekreterare Johan Fredrik Stenborg och Henrica Hellman. Stenborg var textilkonstnär och brodör. Hon studerade som elev vid Konstakademin 1790 och deltog samma år i akademins konstutställning i Stockholm med ett arbete i vitt silkessömnad med figurer, ornament och fåglar och erhöll akademins kungliga minnespris. 
Gift 1793 med brukspatron Henric Wilhelm Hahr, och 1815 med bruksbokhållare Per Otto Yckerberg.       